# Caracas Challenger 2001
Il Caracas Challenger 2001 è stato un torneo di tennis facente parte della categoria ATP Challenger Series nell'ambito dell'ATP Challenger Series 2001. Il torneo si è giocato a Caracas in Venezuela dal 19 al 25 novembre 2001 su campi in cemento indoor.

## Vincitori

### Singolare
Julian Knowle ha battuto in finale  Michael Kohlmann con il punteggio di 7–6(5), 1–6, 6–3

### Doppio
Julian Knowle /  Michael Kohlmann hanno battuto in finale  Tomas Behrend /  Daniel Melo con il punteggio di 7–5, 6–3